# Wilhelm Marstrand

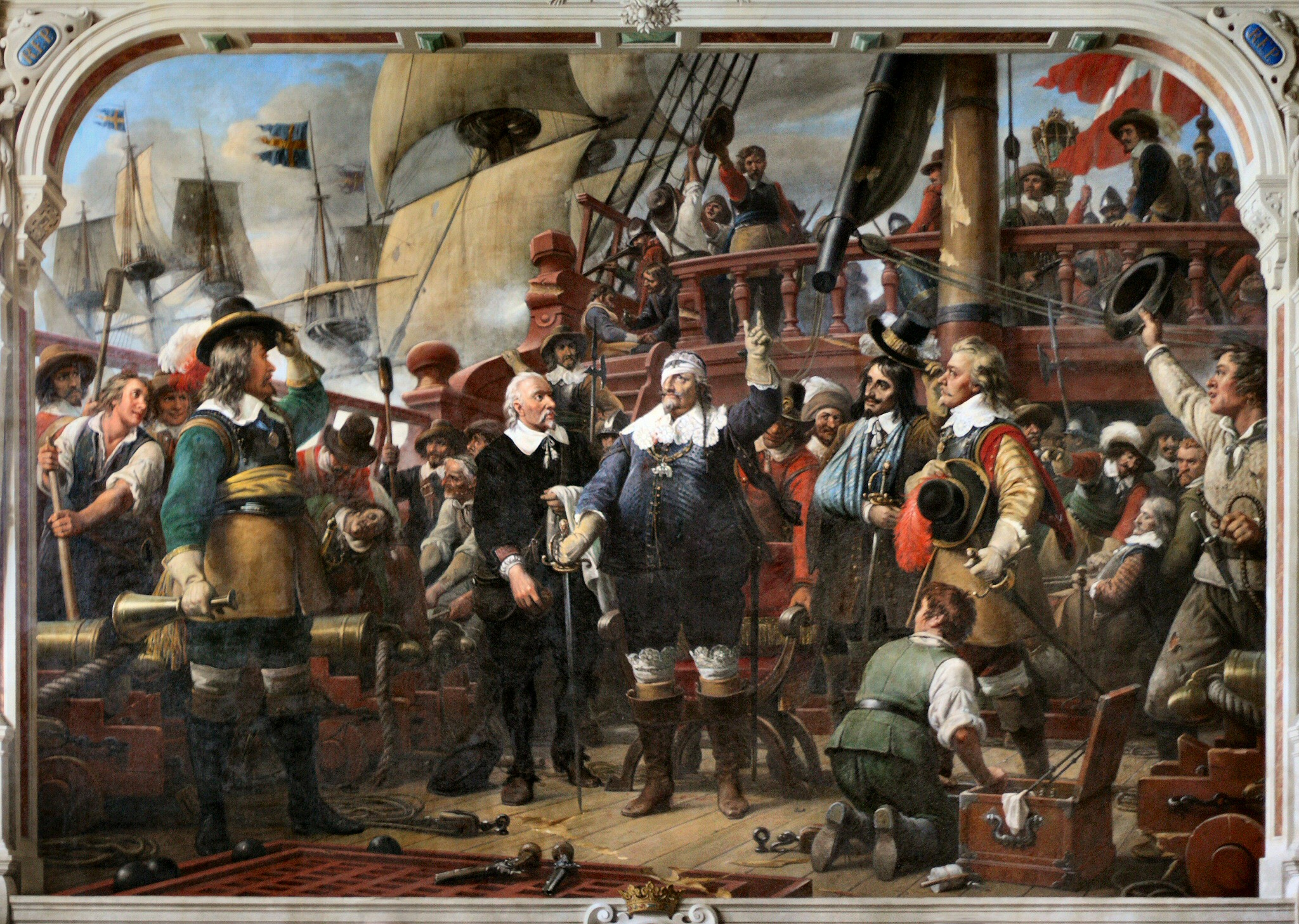
Kristian IV på "Trefoldigheden" i sjöslaget vid Kolberger Heide 1644, Roskilde domkyrka

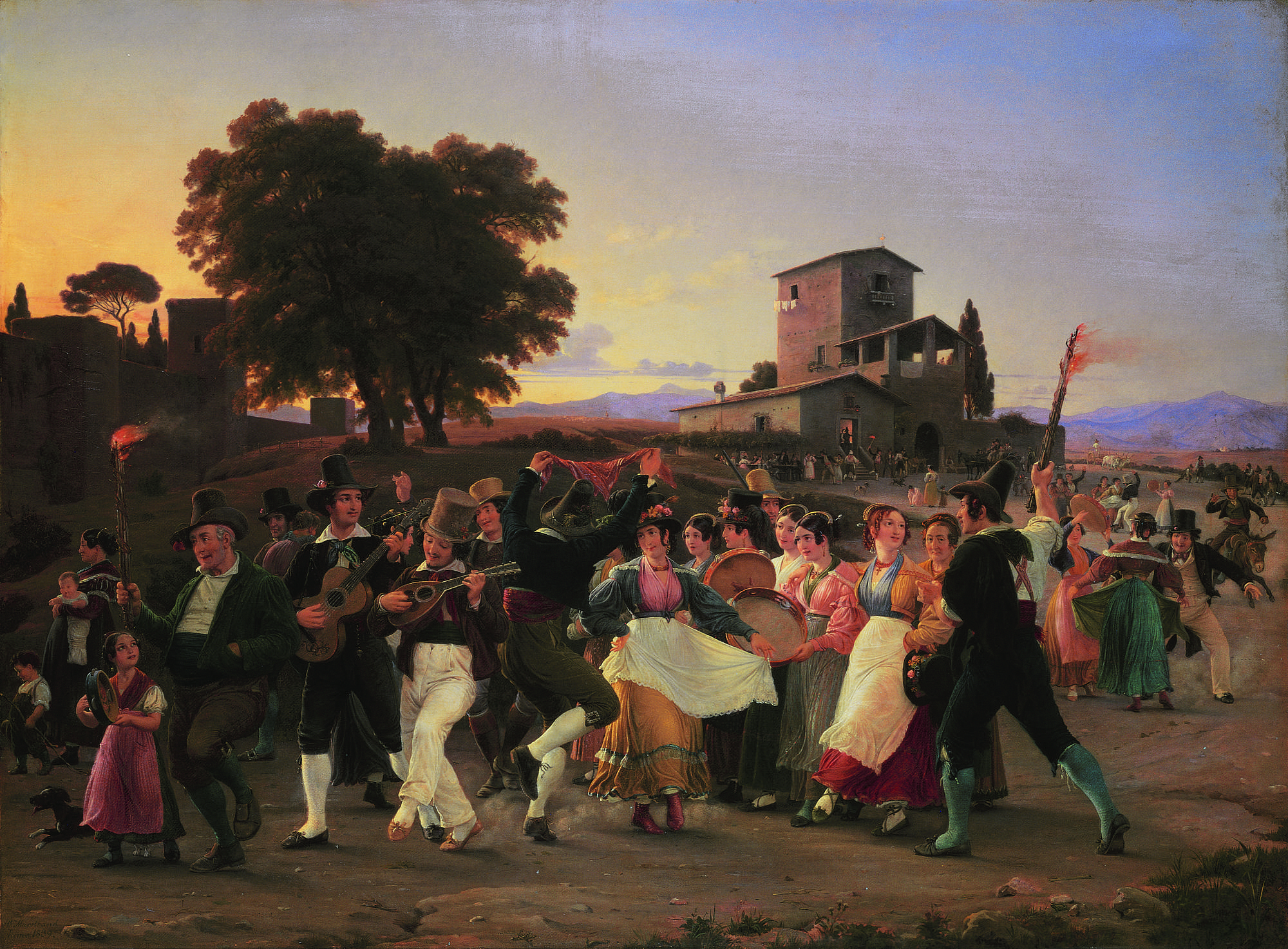
Fest utanför Roms murar en oktoberkväll (1839), Thorvaldsens Museum.

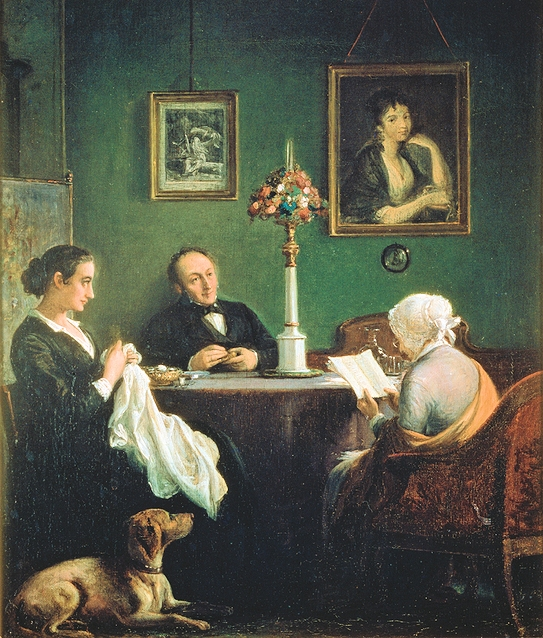
Johan Ludvig Heibergs hem, 1870

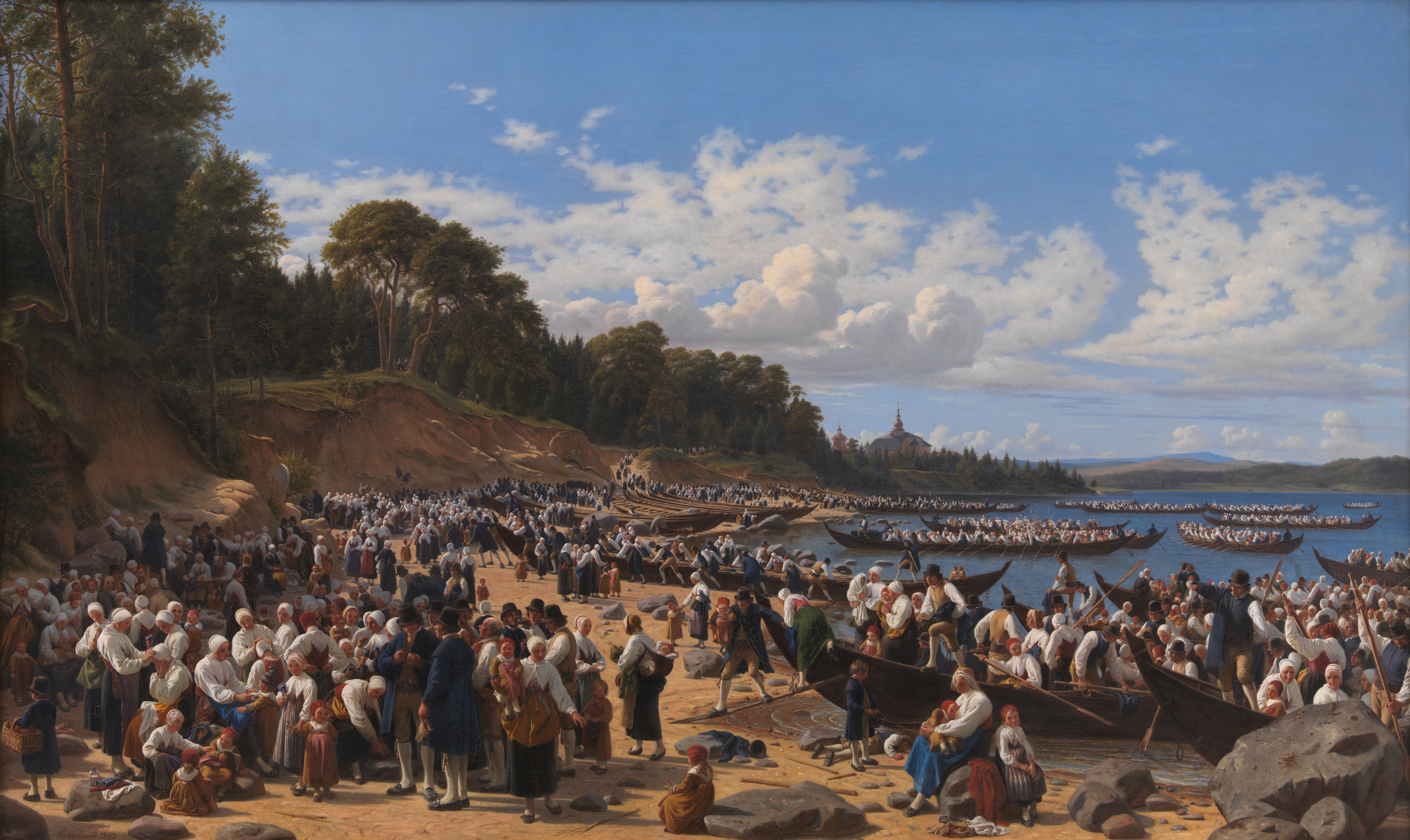
Kyrkfärd till Leksand, kyrkbåtarna anländer över Siljan (1853, Konstmuseet)

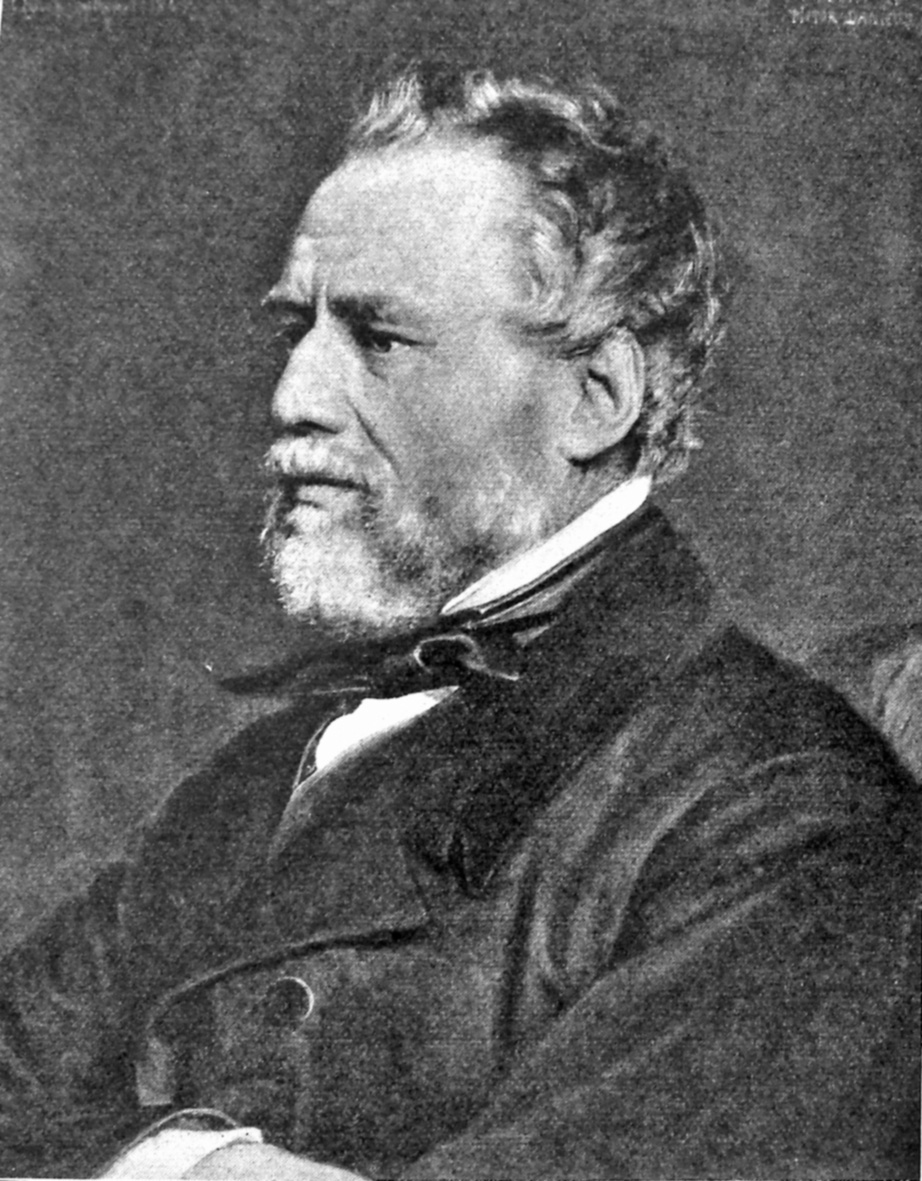
Wilhelm Marstrand

Wilhelm Nikolaj Marstrand, född 24 december 1810 i Köpenhamn, död där 25 mars 1873, var en dansk målare, tecknare, grafiker, konstpedagog och professor i måleri vid den danska konstakademien.

## Biografi
Wilhelm Marstrand var son till kommerserådet Nicolai Jacob Marstrand och Petra Ottilia Smith och från 1850 gift med Margrethe Christine Weidemann samt far till Poul Marstrand. Wilhelm Marstrand började 1826 studera vid Det Kongelige Danske Kunstakademi i Köpenhamn och 1827 i Christoffer Wilhelm Eckersbergs ateljé. Redan 1829, vid 19 års ålder, började han ställa ut små genretavlor. Den första var Kälkbacksåkning i månsken (1829) och sedan följde Flyttningsdag, Gatscen i rötmånaden, Auktionsscen med flera, som visade gott lynne och god uppfattning av Köpenhamnstyper och även en ovanlig förmåga att sammanhålla invecklade, figurrika kompositioner.
Utan att ha vunnit akademiens medalj fick han ändå akademiskt resestipendium och for 1836 till Rom. Där utvecklades i hög grad såväl hans teknik som hans skönhetssinne. Han målade nu romerska folklivsscener med liv, fart och glädje: Fest utanför Roms murar en oktoberkväll (1839, Thorvaldsens museum), Romerska borgare samlade till fest i en osteria. (1839, Nivaagaards Malerisamling, Sankt Antoniusfesten (med gatuliv, kärror och åsnor) med flera. Till Köpenhamn återkom han i slutet av 1841 efter att på hemvägen ha stannat i München nästan ett helt år. Hemma hade han samma år fått utställningsmedaljen och fick nu uppdrag att som medlemsarbete till akademin måla något motiv ur danskt folkliv.
Marstrand inlämnade 1843 Scen ur bondelivet med motiv från Ludvig Holbergs Erasmus Montanus (disputationsscenen mellan Erasmus och Peer Degn). Han blev nu medlem av akademin. År 1848 blev han professor vid modellskolan, och från 1853 var han (med undantag av åren 1857–1863) till sin död konstakademins direktör. I Italien vistades han ytterligare två gånger under längre tider och målade och tecknade många italienska motiv.
Erasmus-Montanus-tavlan hade fört honom in i Holbergs värld. Han fortsatte att behandla Holbergsfigurer och situationer med lika mycken frodighet i lynne och uppfattning som förmåga av humoristisk karaktär. Bland dessa bilder är olika scener ur Montanus (en i Konstmuseet), Barselstuen(på samma plats), Den politiske kandestöber (Den Hirschsprungske Samling) och Det lykkelige skibbrud (Glyptoteket). Till dessa sluter sig Holberg i kaffesällskap hos madame N. N. (1866). Han vistades under några sommarmånader 1850 och 1851 i Dalarna där han hittade allmogemotiv som inspirerade honom till att skildra folklivet i Dalarna, bland annat i den monumentala målningen Kyrkfärd till Leksand, kyrkbåtarna anländer över Siljan (1853, Konstmuseet). I Sverige medverkade han i Konstakademiens utställning 1850.
Porträtt målade han många, såsom (Constantin Hansen, Gottlieb Bindesbøll, Niels Laurits Høyen, alla på Konstmuseet, med flera), även grupper, såsom Fågelskyttesällskapet i Roskilde (1841, Den Hirschsprungske Samling), och porträtt i interiör, bland dessa framställningen av köpmannen Cristopher Friedenreich Hage med frun Christiane Arnette på Hages kontor (1852) och sitt eget hem med sin hustru och barn. I den högst populära genren Besöket (1857, Konstmuseet) gav han en interiör ur ett danskt hem med figurer i naturlig storlek, en ung sjöofficer på visit hos sin utvalda och dennas moder. Måleriskt blev hans bilder av olika lödighet, delvis beroende på en tidtals ökad svaghet i konstnärens ögon.
År 1858 målade Marstrand en altartavla, Kristus i Emmaus för Faaborgs kyrka. Därefter fick han i uppdrag att fullborda väggmålningarna i Kristian IV:s kapell i Roskilde domkyrka, som Heinrich Eddelien börjat dekorera. Jämte Kristi uppståndelse målade han där Kristian IV dömer Rosenkrands och Kristian på "Trefoldigheden" i sjöslaget vid Kolberger Heide, värdigt och monumentalt hållna kompositioner. Vackert och ädelt komponerad är även Den stora nattvarden (1869, Konstmuseet), i anordningen och ej minst i sceneriet - praktfull italiensk renässansarkitektur - påverkad av Paolo Veronese. 
Han fullbordade slutligen mittbilden i universitetets festsal, Universitetets invigning i Frue kirke 1479. Han stod ännu i rik utveckling, då hans kraft bröts. De arbeten han lämnade ofullbordade tillhör i anläggning och stil hans allra bästa. Hans sista, ofullbordade stafflitavla, En pater skämtar med ett par unga flickor (1873), tillhör Thorvaldsens museum.
Marstrand var säkert den mest allsidigt begåvade av Danmarks målare. Hans område sträckte sig från skämtbilden och improvisationen till den monumentala konsten, full av storhet och allvar. Hans teckningar, som är att räkna i tusental, visar ett humör, en raskhet i handen, en bildskapande fantasi, som ger honom en plats bland konstens verkliga genier. Marstrands staty, utförd av Valter Runeberg ställdesupp 1901 utanför Statens Museum for Kunst.
Marstrand är mångsidigt representerad på Statens Museum for Kunst (22 nummer) och i Den Hirschsprungske Samling, även med teckningar. Dylika finns i mängd också i kungliga kopparstickssamlingen. Glyptoteket äger 7 målningar, Holbergsscener och friska, färgglada italienska skisser finns i samlingen på Nivaagaards Malerisamling. Han är även representerad vid ARoS Aarhus Kunstmuseum, Trapholt, Ordrupgaard, KUNSTEN Museum of Modern Art Aalborg, Randers Kunstmuseum, Nationalmuseum, Nordiska museet,
Malmö konstmuseum, Göteborgs konstmuseum, Nasjonalmuseet, Romsdalsmuseet, Ateneum, Konstmuseet Sinebrychoff, British  Museum och Metropolitan Museum.

## Utmärkelser
- Riddare av Dannebrogorden,  1851[4]
- Etatsråd,  1867[4]
- Thorvaldsenmedaljen

[Redigera Wikidata]